# Hydrophorus harmstoni
Hydrophorus harmstoni är en tvåvingeart som beskrevs av Hurley 1985. Hydrophorus harmstoni ingår i släktet Hydrophorus och familjen styltflugor. Inga underarter finns listade i Catalogue of Life.